# Associazione Calcio Mobilieri Ponsacco 1989-1990
Questa voce raccoglie le informazioni riguardanti l'Associazione Calcio Mobilieri Ponsacco nelle competizioni ufficiali della stagione 1989-1990.

## Rosa
| N. |                   | Ruolo | Calciatore         |
| -- | ----------------- | ----- | ------------------ |
|    | Italia (bandiera) | P     | Daniele Balli      |
|    | Italia (bandiera) |       | Bartoli            |
|    | Italia (bandiera) | A     | Erminio Belloni    |
|    | Italia (bandiera) | A     | Miriano Carloni    |
|    | Italia (bandiera) | C     | Filippo Casanova   |
|    | Italia (bandiera) | C     | Luca Cecchetti     |
|    | Italia (bandiera) | D     | Giuseppe Fargione  |
|    | Italia (bandiera) | C     | Alessandro Favilli |
|    | Italia (bandiera) | P     | Luca Lazzaretti    |
|    | Italia (bandiera) | A     | Giuliano Lotti     |

| N. |                   | Ruolo | Calciatore          |
| -- | ----------------- | ----- | ------------------- |
|    | Italia (bandiera) | A     | Gianni Matticari    |
|    | Italia (bandiera) | D     | Lorenzo Mattolini   |
|    | Italia (bandiera) | D     | Mirko Mirabelli     |
|    | Italia (bandiera) | C     | Alberto Nucci       |
|    | Italia (bandiera) | D     | Alessio Orsini      |
|    | Italia (bandiera) | C     | Giuseppe Romeo      |
|    | Italia (bandiera) | D     | Sergio Sarritzu     |
|    | Italia (bandiera) | C     | Federico Tolomei    |
|    | Italia (bandiera) |       | Toncelli            |
|    | Italia (bandiera) | C     | Stefano Torcigliani |